# Psilonotus achaeus
Psilonotus achaeus är en stekelart som beskrevs av Walker 1848. Psilonotus achaeus ingår i släktet Psilonotus och familjen puppglanssteklar. Arten är reproducerande i Sverige. Inga underarter finns listade i Catalogue of Life.